# Scriptor

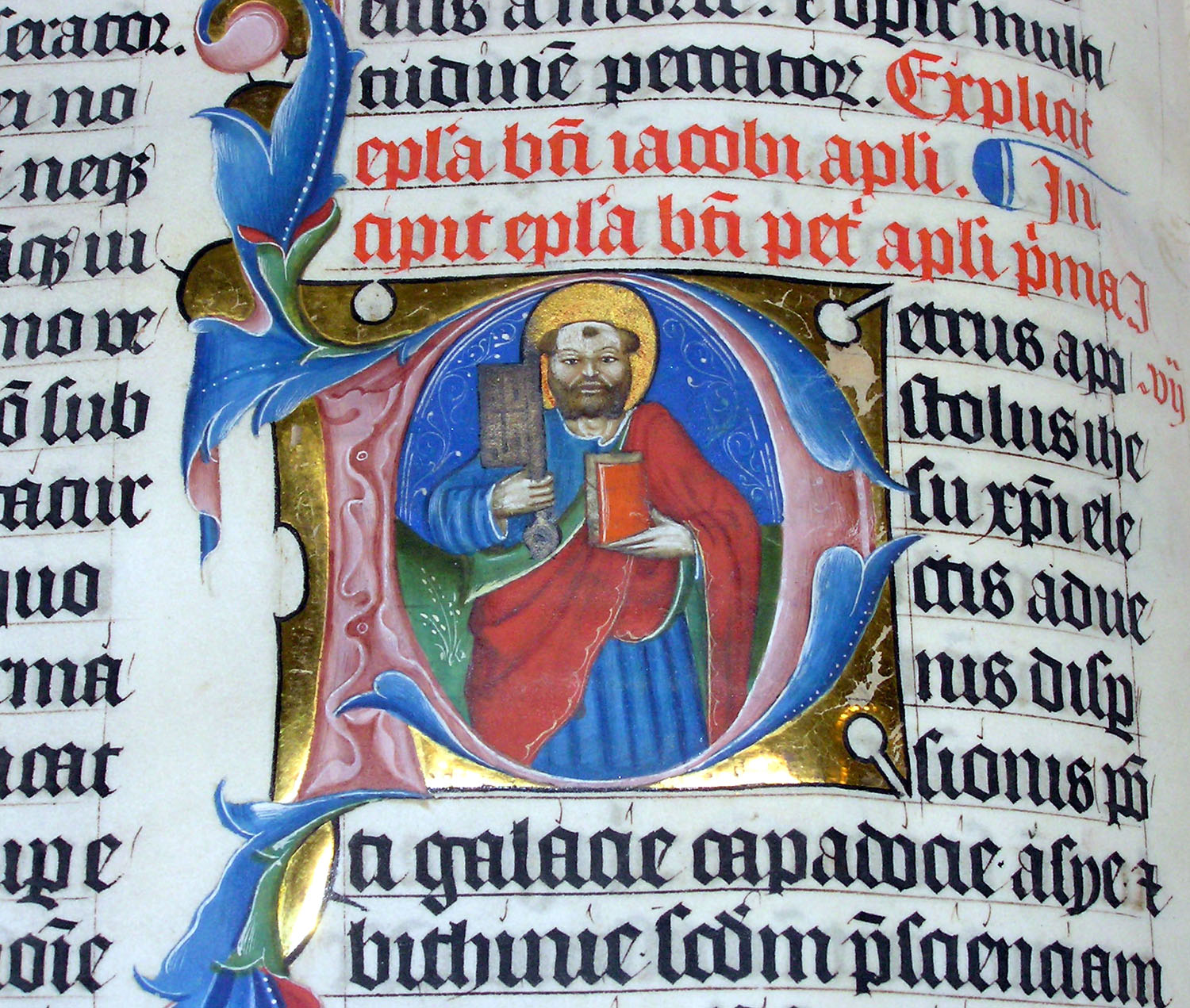
Scriptor, rubrikátor és illuminátor közös munkájának eredménye. A Malmesbury biblia egy részlete, 1407

A scriptor (latin: ’írnok’, az 'írni' jelentésű scribere igéből) könyvmásoló, kódexmásoló. A középkorban ők készítették a kódexeket. Általában tanult szerzetesek voltak, nemcsak másoltak, hanem szükség esetén javították a hibákat is. A könyvmásolók eleinte szinte kizárólag szerzetesek voltak, de ahogy az egyetemek alakultak, egyre több lett a hivatásos világi bérmásoló is. A történelem folyamán mindig voltak olyanok, akik nem hivatásból, hanem szükségből vagy éppen kedvtelésből másoltak, díszítették a könyveket saját maguk számára. A kódexkészítésben nem csak a másoló scriptor vett részt, hanem  a szöveget részekre tagoló és a címeket vörös színnel kiemelő rubrikátor, a kódex aranyozását végző illuminátor, az iniciálékat festő miniátor, a korrektor és a könyvkötő is.

## A másolóműhely (szkriptórium) berendezése
A helyiséget, ahol dolgoztak másolóműhelynek/szkriptóriumnak (scriptorium) nevezték.
Ezek berendezése időben és térben szinte végig ugyanolyan a középkor folyamán. A másolóműhely tagjainak a kódexkészítés minden részéhez értenie kellett, leggyakrabban azonban a munkafolyamat egy-két részére specializálódtak.

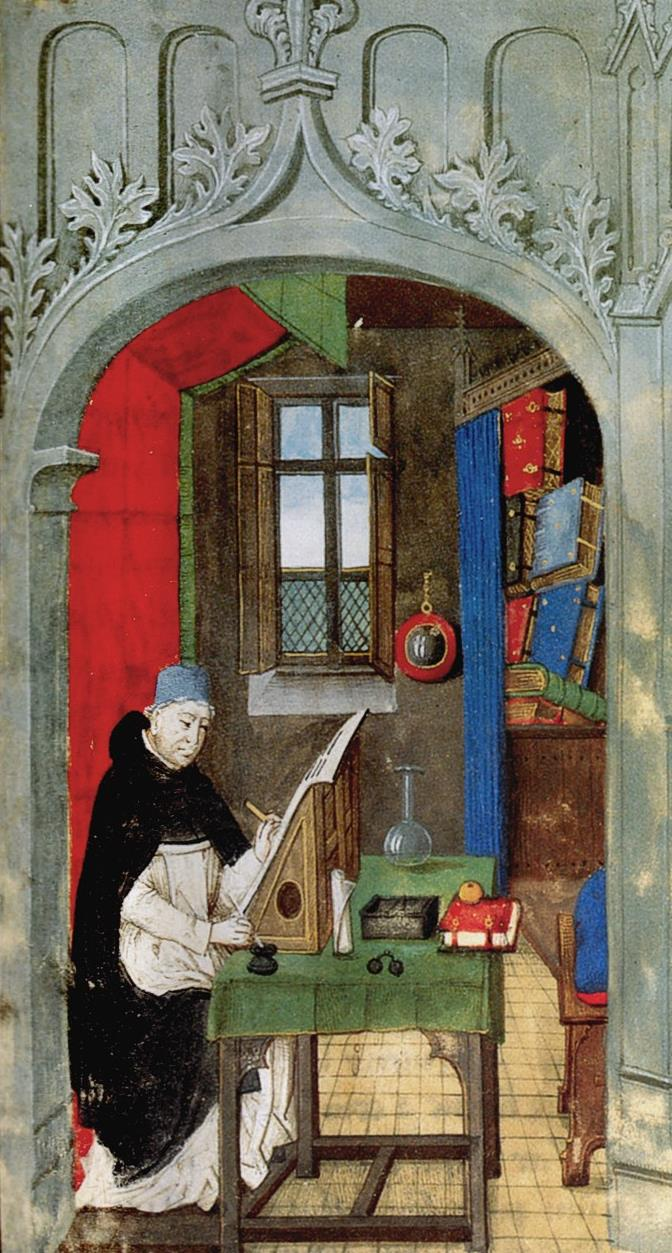
Jean Miélot scriptor munkaasztala előtt

Nagy tévhit, hogy a másolók mécsvilágnál vagy pislákoló gyertyafénynél dolgoztak volna. Való igaz, hogy szigorú szabályok szerint éltek, de csak nappali fényben lehet ennyire aprólékos munkát végezni. Egy napból körülbelül 6 órán át voltak megfelelőek a fényviszonyok az íráshoz. A másolóműhelyek többsége napfényes terem volt.
Az írópult elhelyezésénél arra is ügyeltek, hogy a scriptor másolás közben vízre vagy mezőre néző ablakon tekinthessen ki, hiszen ezek látványa nyugtatja a szemet.
Többnyire az írópult lapja ferde volt, dőlésszögét ritkán lehetett állítani. 
A másolandó szöveget általában egy másik pult ferde lapjára helyezték.
Gyakran egymásba illesztett bifoliumokat írtak, s ezeket csak munkájuk befejeztével fűzték össze fasciculusokká (füzet) és kötötték be.

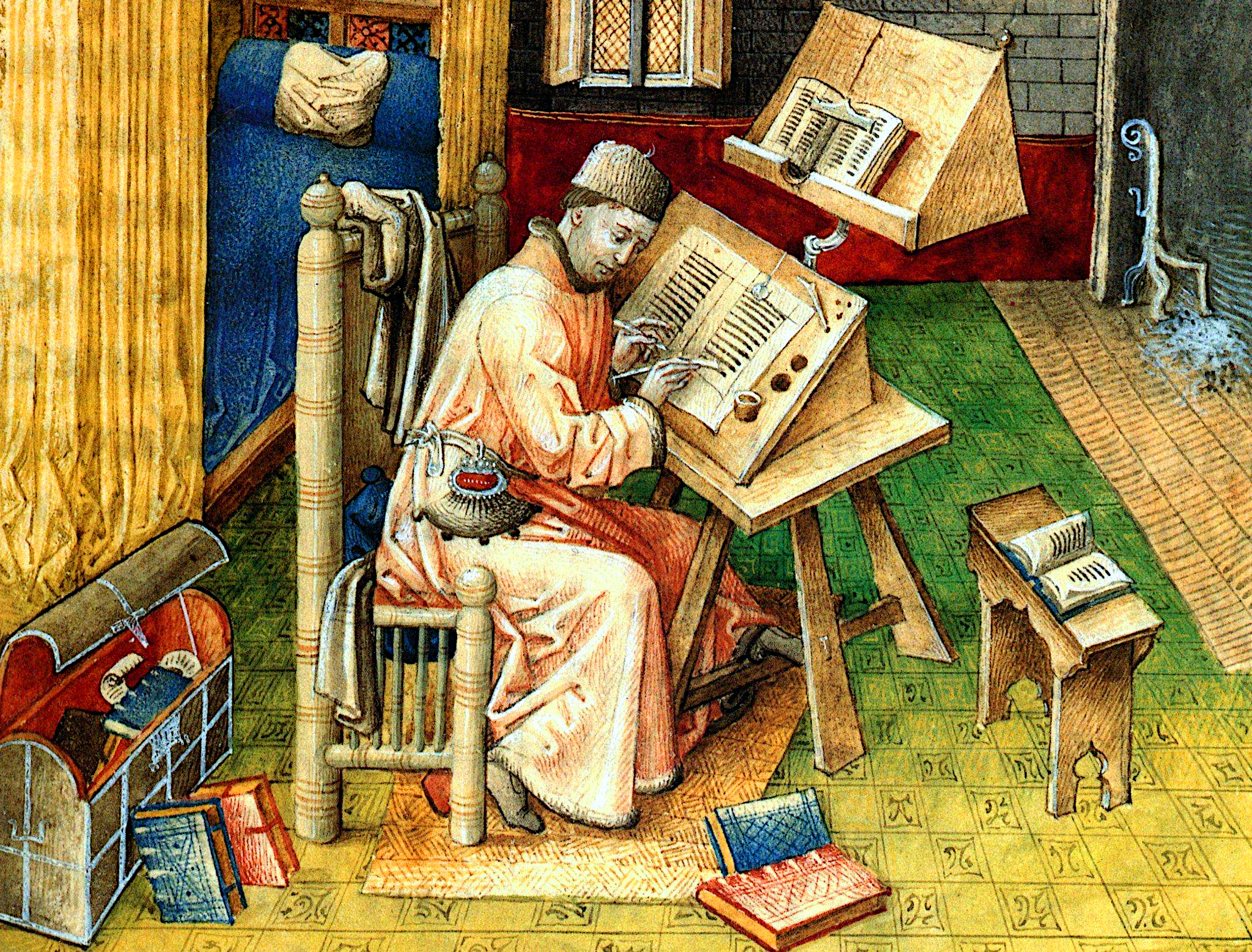
Jean Miélot scriptor szobája

A beírandó bifoliumot (kódexíráshoz szükséges alapanyag félbehajtva, hogy két lapot - azaz négy oldalt - képezzen) madzagon lógó ólomnehezékekkel feszítették rá az írópultra.
A vakvonalazást ami a középkorra jellemző volt, fapálcikával végezték.
A sorokat lapszéli lyukasztással jelölték ki, amihez körzőszerű lyukasztóvasat használtak.
A pergamen egyenetlenségeit, hibáit horzsakővel tüntették el.
Általában az írófelületet krétaporral szórták be, hogy a tinta ne fusson szét.
A másolóasztalba két ökörszarv volt fúrva, ezekben tárolták a fekete és a piros tintát.
Itt tárolták még az íróeszközöket, írófelszereléseket is (lúdtoll, kaparókés, szivacs, tolltartó, lencse).
Amikor a másolóműhelyben dolgozó scriptorokat számbavették, figyelniük kellett arra, hogy tevékenységük nem korlátozódott egyetlen monostorra.
Valamilyen módon szem előtt kellett tartani a másolókat, hogy ne pazarolják a papírt, és csak olyanok lehessenek másolók, akik nem tévesztik össze a szótagot a betűvel.
Ez a generális perjel titkárának feladata volt.
A scriptorium vezetője a scriptuarius volt.
A XIII-XIV. században sorra alakultak ki a világi másoló műhelyek is az egyháziak mellett.
A könyvek iránti fokozott igény a másolóműhelyek fellendülését hozta; főleg a firenzei Vespasiano da Bisticci (Mediciék számára dolgozott) műhelyében, ahol volt olyan, hogy 200 másolót is dolgoztatott.
A másolóműhely könyvtáron belüli helyét először a Sankt Gallen-i kolostor mutatja, amely 820 körül épült.
Az alaprajz szerint a templom szentélyének bal oldalán mutat egy termet, amelyben hét ablakmélyedés volt, így egyszerre hét másoló dolgozhatott.
Az idők folyamán ezek helye változott; például a cisztercieknél a földszinten volt, a karthauzi rendbélieknél vagy a folyosón vagy saját kis zárkájukban végezték feladatukat.
Umberto Eco: A rózsa neve című könyve mélyebb tájékoztatást nyújt a scriptorok munkájáról.

## A könyv útja (munkásságuk)

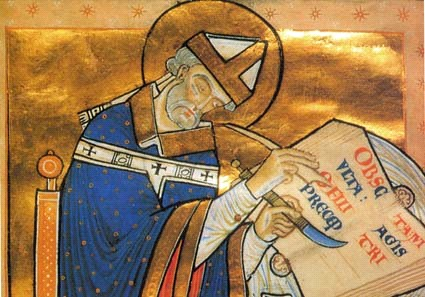
Tollkést (penecilus) használó scriptor

A scriptor a még összefűzetlen ívekre írt, amelyeket előbb ólomdarabbal, tintával vagy a pergamenbe belenyomott íróvesszővel megvonalazott. 
Nem csak a könyvformát használták, hanem a tekercs formát is, amit pergamen-vagy papírcsíkokból ragasztották össze. 
Tintához íróeszközül eleinte nádat, majd madártollat; főleg lúdtollat használtak. Egy különlegesen éles késsel élezték ezeket a tollakat. 
További íráshoz használt eszköz volt a görbe kaparókés, melyet a mellékelt ábrán megtalálunk.
Ezt a kést a hibás betűk kikaparására használták. 
A címeket, kiemelt szövegrészeket vörös tintával írták. 
Ezt a feladatkört általában már nem a scriptorok végezték, hanem egy külön személy a rubricator.
A másolók volt, hogy saját magukat, munkájukat ábrázolták, ahol kétféle tintatartó volt, ami általában ökörszarvból készült.
A scriptorok rövid, önálló megjegyzéseket is írtak, ami a másolt szöveg szándékától eltért. Ezek a megjegyzések általában a másoló nevét, a másolás helyét, idejét is megadhatják.
Sokszor Isten áldását is kérik valamint az olvasó közbenjáró imádságát is a másoló számára. Előfordul, hogy nagyon is világi jutalomvárásra (pénzre, asszonyra, borra), személyes gondjukra, problémáikra (fejfájásra, fáradtságra), is vonatkozhatnak. 
Ezekből a megjegyzésekből néha tréfás kis versek kerekedtek ki, pl.: egy Göttingenben őrzött kódex végén talált vers : „Ennek most hát vége volna, a macska a kutyának ígyen szóla : meg ne harapj engem, mert körmöm beléd verem.”. 
Egy másik amiben saját munkáját a természet képeiben mutatja be: „A bükkfák törzsei és a búza szálak a szélben, a gabonatáblák kurzív írása és egy rigó, aki a nagy kezdőbetűket írja hozzá: s én azt gondolom, Isten, irgalmazz, költőid a sötétben költenek, ám de ezt a verset a kerek erdő diktálja nekem.”. 
Voltak olyan változtatások is, amiket a scriptor tudatosan hajtott végre: előfordult, hogy másolási hibát talált, vagy diktáláskor félre értett valamit, s ilyen esetekben saját találékonyságára hagyatkozott, hogy értelmet kapjon a szöveg.
A változtatás lehetősége nagyban függött a másolt szövegtípustól és annak rendeltetésétől.
Az ilyen változtatások elkerülése érdekében sok esetben a prédikációkat olyan scriptorok másolták, akik maguk is prédikáltak.  
Amikor elvégezték a másolást, munkájukat a scriptorianus ellenőrizte. 
A másolók munkáját egy másik személy, a corrector javította ki. 
A fejezetcímeket, számokat, kezdősorokat vagy más fontos szövegrészeket piros színnel írták. Általában így szerepel a művek elején szokásos Hie incipit liber…(Itt kezdődik a könyv…), végén pedig a Hie excipit liber…(Itt végződik a könyv…) mondat is.
Ezután a szövegben üresen hagyott helyekre és a lapszélekre az illuminator díszes kezdőbetűket, vagyis iniciálékat, miniatúrákat (képecske) és lapszéli díszeket festett. 
Ehhez a munkához ecsetet használtak. 
A scriptor, a corrector vagy a rubricator kis méretben általában előírta a szükséges betűt a megrajzolandó iniciálé helyére. 
Nem csak saját könyvtáruk gyarapításával törődtek, hiszen a scriptoriumok püspökségek, plébániák és más kolostorok számára is készítettek szertartáskönyveket.

## Az első másolóműhelyek kialakulása
Az első kódexek az i. e. 1. században jelentek meg, és a 4. században már világszerte általánossá váltak.
Munkájukat a lapok összehajtásával kezdték, majd megírták, végül bekötötték.
A kódexek írását a középkorban már nem rabszolgákkal végeztették (mint egykor a rómaiaknál), hanem a kolostorokban élő szerzetesekkel.
Később már nemcsak szerzetesek, hanem világi emberek is foglalatoskodtak kódexírással, általában ők maguk vállalták el egy könyv készítését, vagy valamelyik gazdag könyvgyűjtő szolgálatába léptek.
Az első kolostori scriptoriumok Itáliában létesültek, ahol a Benedek rendi szerzetesek napkeltétől napnyugtáig szigorú fegyelem alatt, dolgozó asztalukon másolták a Bibliát és más szent könyveket. Innen terjedt át Írországba, ezek az ír másoló szerzetesek juttatták el az egész kontinensre is, ahol ugyan ezt a munkát végezték. 
Művészetüket megtanulták a velük kapcsolatba lépő szerzetesek, és így rövid időn belül az egész kontinensen kezdetét vette a kódexírás. 
A szerzetesek munkájának menete: a másolóműhely vezetője (scriptorianus) kiadta a feladatokat a másolóknak. 
A scriptorok a kiosztott munka elvégzéséhez a pergameníveket összehajtották, majd hármat, négyet vagy ötöt egymásba raktak. 
Azokban a kódexekben, amelyek nagy alakúak voltak, két hasábra osztva írták a szöveget. 
Ebben az időszakban még ismeretlen volt a lapszámozás, ehelyett minden oldal aljára odaírták a következő oldal kezdőszavát, ezt custosnak más szóval őrszónak nevezték. 
Az őrszót még nyomtatott könyveknél is sokáig a lap aljára írták. 

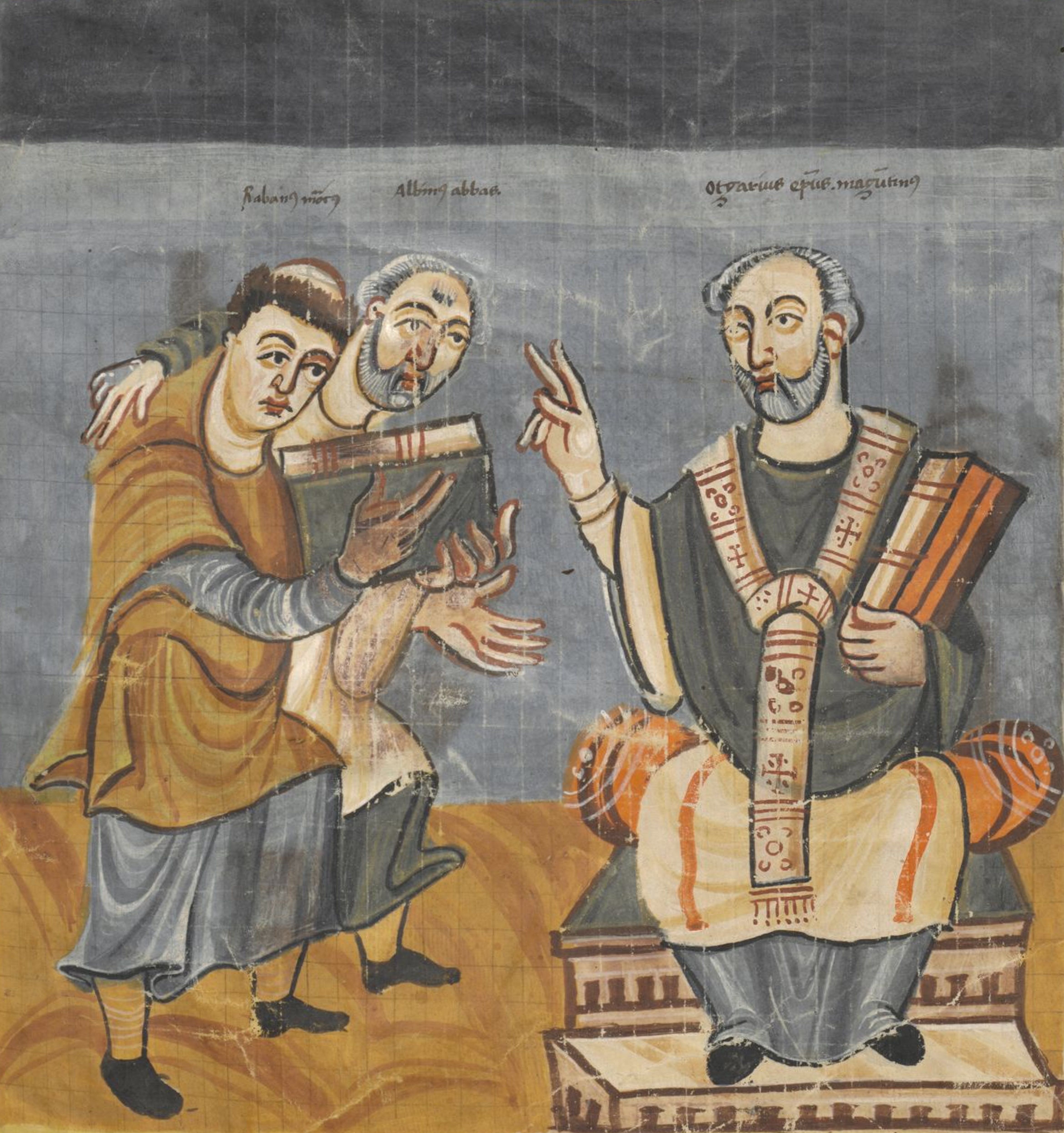
Alcuin, az aacheni palotaiskola vezetője társaival tanácskozik

Amikor a másolók elvégezték feladatukat, a tele írt ívek a másolóműhely vezetőjéhez került, aki ellenőrizte valamint korrigálta a szöveget, végül kézjelével is ellátta (szignálta). 
Ez után a rubrikátor vörös tintával rubrumjelekkel megjelölte minden bekezdés első betűjét. 
Amikor belső iniciálékat rajzolt a sarokba, rubrikálásnak nevezték. 
Végül az illuminátor piros színnel, díszes kivitelben rajzolta meg az iniciálékat. 
A 7. században Nagy Károly Tours-i udvarában a másolók fontos szerephez jutottak.
Alcuin nem csak új kezdőbetűket teremtett, hanem kódexdíszítésben is új ötletei voltak. 
A kódexek miniatúrái, amelyek eddig csak díszítésként funkcionáltak, most illusztráció jelleget vettek fel.
A scriptorok odaadó munkájának eredményeképpen a kódex igen értékes műtárgy lett, melyet tulajdonosa rendkívül nagy becsben tartott, olyannyira, hogy a polchoz láncoltatta, hogy el ne tűnjön. 
Ezeket láncoskönyveknek (libri catenati-nak) nevezték. 
Ilyen megláncolt könyvtár még ma is épségben áll az olasz Cesenában, a 13. századból, valamint a hollandiai Zutphenben és az angliai Trinity Hall könyvtárában a 14. századból.

## Íróeszközök (Mivel és hogyan írtak?)

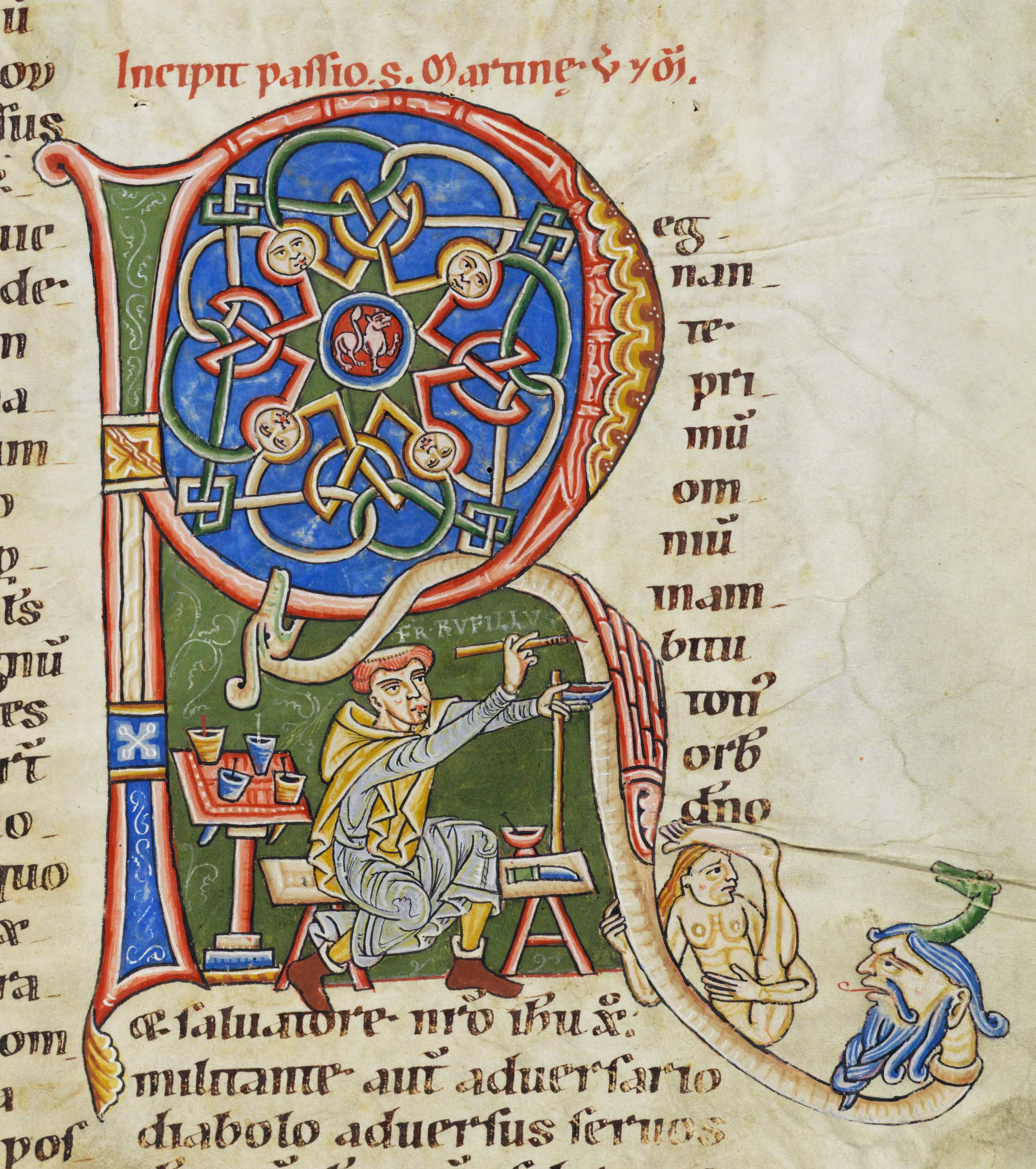
Scriptor munkaasztala mellett

Az íráshoz madártollakat használtak : erre a célra a lúd és a hattyú külső evezőtollai voltak a legalkalmasabbak.
Általában maguknak készítették a tollukat. Egy jobbkezes írnok olyan tollal tudott a legjobban dolgozni, mely kis szögben jobb felé hajlott. Az erre alkalmas tollak a ludak bal szárnyából származtak. A tollakat először kiszárították, majd a vékony végüket és a pihéket eltávolították. Egy éles, ún. tollkéssel bemetszették a tollak végeit és írásra alkalmas eszközhöz jutottak, amit pennának neveztek.
A scriptorok két kézzel dolgoztak. Egyik kezükben ( általában jobb kézben) a tollat, a másikban (általában bal kézben) a mai radír szerepét betöltő kaparókést tartották. 
Ezt azért kellett mindig a kezükben tartani, mert ezzel lehetett gyorsan kivakarni a hibásan írt részeket, ezzel metszették a toll hegyét és ennek hegyével szorították le az írópulthoz a pergament. Ha a tinta még nem száradt meg, szivaccsal vagy ronggyal is felitathatták.
Az írás megkezdése előtt megvonalazták a lapokat. 
A 12. századig egy kés tompa hegyével végezték (belekarcolták) , majd később ólommal vagy ezüstirónnal rajzolták meg.
A scriptor ferdelapú írópult mellett ült, általában egy könyvtartó állvány is volt szerelve a mintapéldány számára. 
Ökörszarvakban tárolták a tintát, ezt az írópult szélébe vájt lyukban helyezték el.
A bőrből, fából vagy fémből készült tolltartók leggyakrabban henger alakúak voltak. 
A látás javítására lencsét használtak (már az ókorban is), a szemüveget csak a 13. századtól kezdték el alkalmazni. 
Ha hideg volt az idő, akkor a másolók nyúlszőrlabdával melegíthették elgémberedett kezüket. 
Azokat az eszközöket, amiket íráshoz használtak, általában helyben készítették.

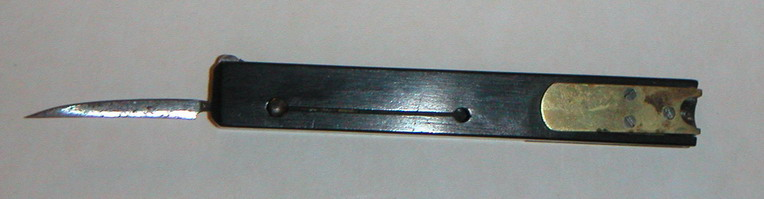
Tollkés (penecilus). A kést nemcsak a toll hegyének faragására, de a hibás betűk kivakarására is használták

A tollkés régies neve a latin penicillus ("ecset") szó átvétele, a lúdtoll hegyezéséhez, vágásához használatos zsebkést nevezték így. Tágabb értelemben írószerszámot jelentett (lásd angol "pencil"). Tollkés  értelme csak a magyarban alakult ki, valószínűleg a penicilluskés összetételből önállósodva.

## Másolási rekordok, jeles munkásságok

### Külföldi
- Az írás gyorsasága leginkább a gyakorlattól és a könyvtípustól függött.
- Az 5. században Szent Nílus 4 nap alatt másolt le egy egész zsoltárkönyvet.
- A 6. században Szent Kolumbán 12 nap alatt másolta le az Újszövetség mind a 4 evangéliumát.[2]

### Magyar

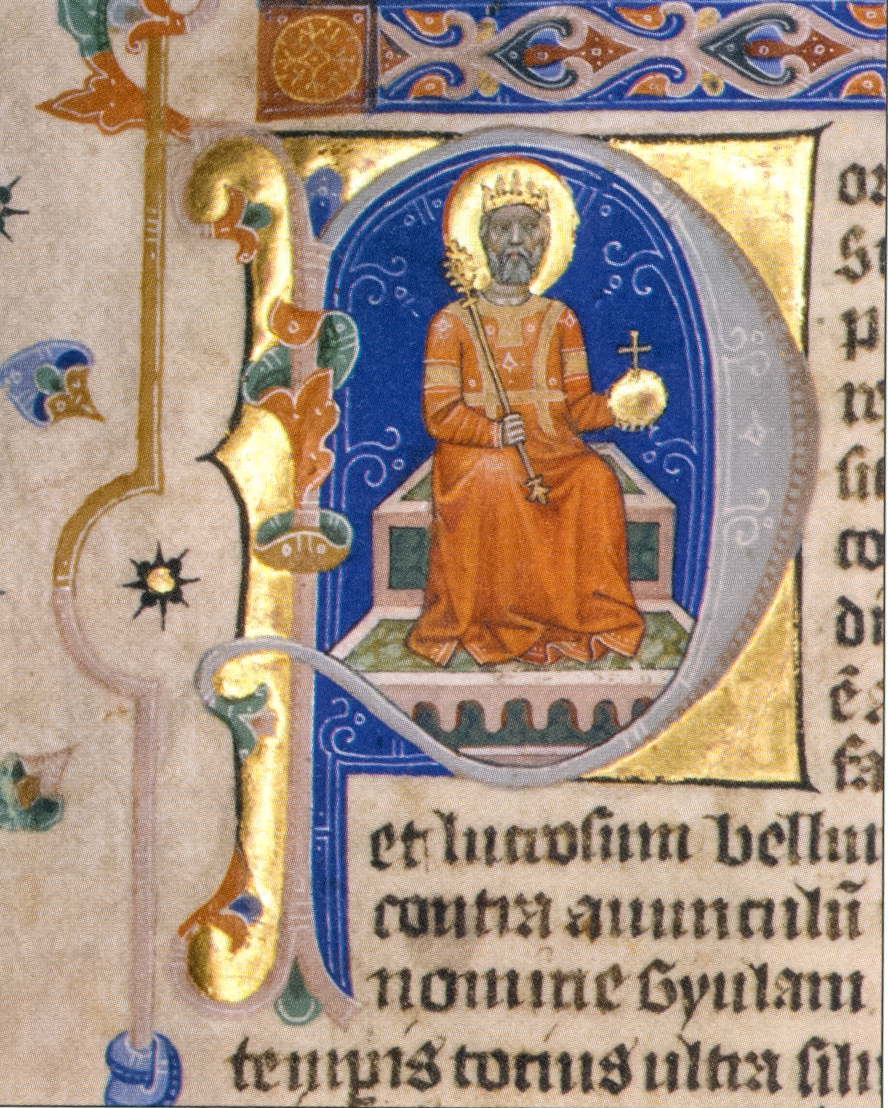
I. István magyar király a trónon, miniatúra a Képes krónikában

A Bencés rend magyarországi központja, Pannonhalma mellett kezdetben a legélénkebb kulturális tevékenység az esztergomi királyi palotában bontakozott ki. 
Jelentős munkák: 
1200 körül Anonymus latin nyelvű históriája unciális kezdőbetűkkel. 
Ide sorolhatjuk még a Pray-kódexet, Kézai Simon krónikáját, valamint a Bécsi Képes Krónikát. 
Jellemző, hogy a 15. században a Pálos másolóműhelyek kódexei már jelentős részben világi megrendelők számára készültek, hasonlóan a Fraterheimekhez (Nyugat-európai országokban), ahol még kolostori közösségekben folyt a másoló munka, de már világi társadalmi igényeket elégítettek ki.